# Hindko
Hindko, auch Hindku oder Hindkowan (persisch هندکو, Urdu ہندکو, in der Bedeutung „Sprache der Inder“), ist eine indoarische Dialektgruppe in Pakistan, die zur Lahnda-Gruppe gezählt wird.
Hindko-Dialekte werden in der nordwestlichen Provinz Khyber Pakhtunkhwa, vor allem in der ehemaligen Hazara-Division, von Dera Ismail Khan im Süden bis zum Gebiet Asad Jammu und Kaschmir im Norden gesprochen. Die Ethnie oder Hindko-Sprachgruppe wird Hindkowan genannt und ist von den Hazara zu unterscheiden. Die Gesamtzahl der Sprecher betrug nach Schätzungen 3.690.000 im Jahr 2014 und rund 4 Millionen im Jahr 2018.
Es werden eine nördliche und eine südliche Hindko-Dialektgruppe unterschieden. Hindko ist nicht als Amtssprache anerkannt.